# Lovro Paparić
Lovro Paparić (Rijeka, Croacia; 5 de agosto de 1999) es un waterpolista croata que actualmente juega por el club Primorje.